# Blessures légères
Pour plus de détails, voir Fiche technique et Distribution.
Blessures légères (Könnyű testi sértés) est un film hongrois réalisé par György Szomjas, sorti en 1983.

## Synopsis
Csaba sort de prison et découvre que sa femme vit avec un autre homme. Il accepte de divorcer mais demande au couple de l'héberger.

## Fiche technique
- Titre : Blessures légères
- Titre original : Könnyű testi sértés
- Réalisation : György Szomjas
- Scénario : Sándor Fábry, Ferenc Grunwalsky, Csaba Kardos et György Szomjas
- Dialogues : István Verebes
- Musique : Tamás Somló
- Photographie : Ferenc Grunwalsky
- Montage : Klára Majoros
- Production : András Elek
- Société de production : Mafilm
- Pays :  Hongrie
- Genre : Comédie dramatique
- Durée : 85 minutes
- Dates de sortie : 
  -  Hongrie : 27 octobre 1983
  -  France : 29 janvier 1987

## Distribution
- Mariann Erdös : Éva
- Nóra Görbe : Éva (voix)
- Károly Eperjes : Csaba
- Péter Andorai : Miklós
- Edit Ábrahám : Zsuzsa
- Vera Molnár : Jutka

## Distinctions
Le film a été présenté en sélection officielle en compétition lors de Berlinale 1984.